# Pierre Pérignon (homme politique)
Pierre, baron Pérignon (1er avril 1759, Sainte-Menehould - 21 février 1830, Paris), est un homme politique français.

## Biographie
Il porte « la soutane jusqu'au diaconat », mais renonce à devenir prêtre. Il acquiert une charge d'avocat aux conseils du roi en 1786.
Il épouse Louise Coudougnan, fille de Jean François Coudougnan « originaire de Paris, habitant de Saint-Domingue », « planteur que la ruine de ses affaires avait ramené à Avignon »,où il est décédé en 1784, et de Marie Geneviève Vallée Dupin, décédée à Paris en 1771.
Le couple a trois enfants :
- Catherine Louise Appoline Perignon épouse du général Louis Tirlet [3];
- Pierre Paul Désiré Pérignon ;
- Alfred Louis Perignon, chevalier de la Légion d'honneur.

Le couple adopte aussi Caroline Dufaÿs, future épouse de Joseph François Baudelaire et mère du poète. M. et Mme Perignon sont les parrain et marraine de l'enfant né en 1821.
En 1800, Pierre Pérignon s'installe à l'hôtel Véron, 16 rue d'Auteuil, alors dans la banlieue ouest de Paris. L'orpheline Caroline Defaÿs y réside également avant son mariage.
Pierre Perignon est député du grand collège de l'Aisne, élu le 22 août 1815. Il siège dans la minorité ministérielle et vote pour le projet de loi relatif à la Cour des comptes. La dissolution de la Chambre introuvable, en septembre 1816, met fin à sa carrière parlementaire.
Il est créé baron en 1828.